# Grand Prix-wegrace der Naties 1958
De Grand Prix-wegrace der Naties 1958 was zevende en laatste Grand Prix van het wereldkampioenschap wegrace voor motorfietsen in het seizoen 1958. De races werden verreden op 14 september 1958 op het Autodromo Nazionale di Monza nabij Monza in de Italiaanse regio Lombardije. In alle klassen waren de wereldtitels al beslist.

## Algemeen
MV Agusta was in het bezit van alle wereldtitels in de soloklassen en pakte flink uit in haar thuis-Grand Prix. Behalve John Surtees en John Hartle mochten in de 500cc-race ook de Italiaanse vedetten Carlo Bandirola, Umberto Masetti en Remo Venturi, die in het Italiaans kampioenschap hadden gereden, in het WK aantreden. In de lichte klassen kreeg MV echter de deksel op de neus: in de 250cc-klasse overheerste Moto Morini en in de 125cc-klasse Ducati.

### 175cc-klasse
Hoewel geen WK-klasse, werd in Monza toch een wedstrijd om de FMI-titel in de 175cc-klasse verreden. Die werd gewonnen door Francesco Villa (Ducati) voor Gianfranco Muscio en Guido Sala (beiden MotoBi).

## 500cc-klasse
Om ook Carlo Bandirola, Umberto Masetti en Remo Venturi van MV Agusta 500 4C-racers te voorzien hoefde MV Agusta toch slechts twee extra machines in te zetten, want John Hartle startte met de zescilinder 500 6C. Hij viel echter uit, maar John Surtees won zijn zesde Grand Prix met een grote voorsprong op teamgenoten Venturi en Masetti. Dickie Dale reed zijn BMW RS 54 naar de vierde plaats, maar had al een ronde achterstand. Hartle viel met zijn zescilinder uit. Er kwamen ook enkele Moto Guzzi's aan de start, maar omdat de fabriek zich teruggetrokken had waren dat waarschijnlijk Moto Guzzi Falcone Sport's.
| Pos | Coureur               | Merk       | Tijd      | Punten |
| --- | --------------------- | ---------- | --------- | ------ |
| 1   | John Surtees          | MV Agusta  | 1:05"31'4 | 8      |
| 2   | Remo Venturi          | MV Agusta  | +1"19'9   | 6      |
| 3   | Umberto Masetti       | MV Agusta  | +1"51'5   | 4      |
| 4   | Dickie Dale           | BMW        | +1 ronde  | 3      |
| 5   | Carlo Bandirola       | MV Agusta  | +1 ronde  | 2      |
| 6   | Dave Chadwick         | Norton     | +1 ronde  | 1      |
| 7   | Geoff Duke            | Norton     | +2 ronden |        |
| 8   | Giuseppe Cantoni      | MV Agusta  | +2 ronden |        |
| 9   | Gerold Klinger        | BMW        | +2 ronden |        |
| 10  | Ernst Hiller          | BMW        | +2 ronden |        |
| 11  | Alois Huber           | BMW        | +3 ronden |        |
| 12  | Adolfo Covi           | Norton     | +3 ronden |        |
| 13  | Jacques Collot        | Norton     | +4 ronden |        |
| 14  | Artemio Cirelli       | Gilera     | +5 ronden |        |
| 15  | Gianvittorio Ziglioli | Moto Guzzi | +6 ronden |        |

| Coureur                  | Merk       | Oorzaak |
| ------------------------ | ---------- | ------- |
| Paolo Campanelli         | Norton     |         |
| Luigi Marcelli           | Norton     |         |
| Bob Brown                | BMW        |         |
| Giuseppe Mantelli        | Gilera     |         |
| Alfredo Milani           | Gilera     |         |
| Fabio Ceredi             | Moto Guzzi |         |
| John Hartle              | MV Agusta  |         |
| Emanuele Maugliani       | Gilera     |         |
| Bob Anderson             | Norton     |         |
| Francesco Guglielminetti | Norton     |         |
| Jacques Insermini        | Norton     |         |

| Coureur            | Merk   | Oorzaak   |
| ------------------ | ------ | --------- |
| Keith Campbell (†) | Norton | Overleden |
| Bob McIntyre       | Norton |           |
| Derek Minter       | Norton |           |
| Terry Shepherd     | Norton |           |
| John Anderson      | Norton |           |
| Gary Hocking       | Norton |           |

### Top tien eindstand 500cc-klasse
| Pos | Coureur            | Merk         | Ptn     |
| --- | ------------------ | ------------ | ------- |
| 1   | John Surtees       | MV Agusta    | 32 (48) |
| 2   | John Hartle        | MV Agusta    | 20      |
| 3   | Geoff Duke         | BMW / Norton | 13      |
| 4   | Dickie Dale        | BMW          | 13 (16) |
| 5   | Derek Minter       | Norton       | 10      |
| 6   | Gary Hocking       | Norton       | 8       |
| 7   | Ernst Hiller       | BMW          | 8       |
| 8   | Bob Anderson       | Norton       | 7       |
| 9   | Keith Campbell (†) | Norton       | 6       |
| 9   | Bob McIntyre       | Norton       | 6       |
| 9   | Remo Venturi       | MV Agusta    | 6       |

## 350cc-klasse
In de 350cc-race was de uitslag min of meer zoals verwacht: John Surtees en John Hartle op de eerste twee plaatsen. Hier kwamen geen Italiaanse MV Agusta-coureurs aan de start, waarschijnlijk omdat er van de tamelijk nieuwe MV Agusta 350 4C niet genoeg exemplaren beschikbaar waren. Dat een ster als Geoff Duke met de Norton 40M op een ronde achterstand werd gereden was tekenend voor de kracht van de MV Agusta, maar ook voor de teloorgang van de Norton-eencilinders.
| Pos | Coureur           | Merk      | Tijd      | Punten |
| --- | ----------------- | --------- | --------- | ------ |
| 1   | John Surtees      | MV Agusta | 53"45'9   | 8      |
| 2   | John Hartle       | MV Agusta | +28'2     | 6      |
| 3   | Geoff Duke        | Norton    | +1 ronde  | 4      |
| 4   | Bob Anderson      | Norton    | +1 ronde  | 3      |
| 5   | Dave Chadwick     | Norton    | +1 ronde  | 2      |
| 6   | Bob Brown         | AJS       | +2 ronden | 1      |
| 7   | Jacques Insermini | Norton    | +3 ronden |        |
| 8   | Hans Pesl         | AJS       | +3 ronden |        |
| 9   | A. Gorini         | Norton    | +4 ronden |        |

| Coureur            | Merk   | Oorzaak   |
| ------------------ | ------ | --------- |
| Keith Campbell (†) | Norton | Overleden |

| Coureur        | Merk   |
| -------------- | ------ |
| Luigi Taveri   | Norton |
| Alan Trow      | Norton |
| Alistair King  | Norton |
| Bob McIntyre   | Norton |
| Derek Minter   | Norton |
| Dickie Dale    | Norton |
| Geoff Monty    | Norton |
| Geoff Tanner   | Norton |
| George Catlin  | Norton |
| Mike Hailwood  | Norton |
| Mike O'Rourke  | Norton |
| Terry Shepherd | Norton |

### Top tien eindstand 350cc-klasse
| Pos | Coureur            | Merk      | Ptn     |
| --- | ------------------ | --------- | ------- |
| 1   | John Surtees       | MV Agusta | 32 (48) |
| 2   | John Hartle        | MV Agusta | 24 (30) |
| 3   | Geoff Duke         | Norton    | 17      |
| 4   | Dave Chadwick      | Norton    | 13      |
| 5   | Bob Anderson       | Norton    | 11      |
| 6   | Mike Hailwood      | Norton    | 9       |
| 7   | Keith Campbell (†) | Norton    | 8       |
| 8   | Terry Shepherd     | Norton    | 7       |
| 8   | Derek Minter       | Norton    | 7       |
| 10  | Geoff Tanner       | Norton    | 4       |

## 250cc-klasse
Het feest van MV Agusta werd net als in de 125cc-race verstoord, nu door Moto Morini. Emilio Mendogni, die in het seizoen 1952 voor het laatst een Grand Prix gewonnen had, finishte zestien seconden voor zijn teamgenoot Gianpiero Zubani en - in dezelfde tijd - MV Agusta-rijder Carlo Ubbiali.
| Pos | Coureur              | Merk       | Tijd      | Punten |
| --- | -------------------- | ---------- | --------- | ------ |
| 1   | Emilio Mendogni      | Morini     | 45"07'3   | 8      |
| 2   | Gianpiero Zubani     | Morini     | +16'3     | 6      |
| 3   | Carlo Ubbiali        | MV Agusta  | +16'3     | 4      |
| 4   | Günter Beer          | Adler      | +1 ronde  | 3      |
| 5   | Josef Autengruber    | NSU        | +1 ronde  | 2      |
| 6   | Dieter Falk          | Adler      | +1 ronde  | 1      |
| 7   | Fritz Kläger         | NSU        | +2 ronden |        |
| 8   | Adelmo Mandolini     | Moto Guzzi | +2 ronden |        |
| 9   | Siegfried Lohmann    | Adler      | +2 ronden |        |
| 10  | Arthur Wheeler       | Mondial    | +3 ronden |        |
| 11  | Guido Paciocca       | Moto Guzzi | +3 ronden |        |
| 12  | Hubert Luttenberger  | Adler      | +3 ronden |        |
| 13  | Karl-Julius Holthaus | NSU        | +3 ronden |        |
| 14  | Keller               | NSU        | +3 ronden |        |
| 15  | Lanfranco Baviera    | Moto Guzzi | +3 ronden |        |

| Coureur           | Merk      |
| ----------------- | --------- |
| Bob Brown         | NSU       |
| Ernst Degner      | MZ        |
| Horst Fügner      | MZ        |
| Horst Kassner     | NSU       |
| Walter Reichert   | NSU       |
| Wilhelm Lecke     | DKW       |
| Xaver Heiß        | NSU       |
| Dave Chadwick     | MV Agusta |
| Dickie Dale       | NSU       |
| Geoff Monty       | GMS       |
| Mike Hailwood     | NSU       |
| Sammy Miller      | ČZ        |
| Tommy Robb        | NSU       |
| Tarquinio Provini | MV Agusta |

### Top tien eindstand 250cc-klasse
| Pos | Coureur           | Merk      | Ptn |
| --- | ----------------- | --------- | --- |
| 1   | Tarquinio Provini | MV Agusta | 32  |
| 2   | Horst Fügner      | MZ        | 16  |
| 3   | Carlo Ubbiali     | MV Agusta | 16  |
| 4   | Mike Hailwood     | NSU       | 13  |
| 5   | Dieter Falk       | Adler     | 11  |
| 6   | Emilio Mendogni   | Morini    | 8   |
| 7   | Tommy Robb        | NSU       | 6   |
| 7   | Giampiero Zubani  | Morini    | 6   |
| 9   | Günter Beer       | Adler     | 6   |
| 10  | Geoff Monty       | GMS       | 4   |

## 125cc-klasse
In de eerste race van de dag, de 125cc-race, werd MV Agusta totaal onverwacht verslagen door vijf Ducati 125 Trialbero's. Fabrieksrijders Tarquinio Provini en Carlo Ubbiali vielen uit, waardoor gelegenheidsrijder Enzo Vezzalini de kastanjes uit het vuur moest halen. Dat lukte hem niet. Bruno Spaggiari won de eerste (en enige) WK-race van zijn carrière voor zijn teamgenoten Alberto Gandossi, Francesco Villa, Dave Chadwick en Luigi Taveri.
| Pos | Coureur             | Merk      | Tijd      | Punten |
| --- | ------------------- | --------- | --------- | ------ |
| 1   | Bruno Spaggiari     | Ducati    | 39"51'1   | 8      |
| 2   | Alberto Gandossi    | Ducati    | +16'1     | 6      |
| 3   | Francesco Villa     | Ducati    | +1"09'6   | 4      |
| 4   | Dave Chadwick       | Ducati    | +1"13'9   | 3      |
| 5   | Luigi Taveri        | Ducati    | +1"14'4   | 2      |
| 6   | Enzo Vezzalini      | MV Agusta | +1 ronde  | 1      |
| 7   | Horst Fügner        | MZ        | +1 ronde  |        |
| 8   | Willi Scheidhauer   | Ducati    | +1 ronde  |        |
| 9   | Silvano Rinaldi     | Paton     | +1 ronde  |        |
| 10  | Arthur Wheeler      | Mondial   | +2 ronden |        |
| 11  | Rocchi              | Mondial   | +2 ronden |        |
| 12  | Hans Pesl           | Ducati    | +2 ronden |        |
| 13  | Giuliano Maoggi     | Ducati    | +2 ronden |        |
| 14  | Bill Webster        | MV Agusta | +2 ronden |        |
| 15  | Hubert Luttenberger | Mondial   | +2 ronden |        |
| 16  | Alessandro Brabetz  | Ducati    | +2 ronden |        |
| 17  | Mario Carini        | Paton     | +3 ronden |        |

| Coureur           | Merk      | Oorzaak |
| ----------------- | --------- | ------- |
| Carlo Ubbiali     | MV Agusta |         |
| Tarquinio Provini | MV Agusta |         |

| Coureur       | Merk   |
| ------------- | ------ |
| Ernst Degner  | MZ     |
| Walter Brehme | MZ     |
| Werner Musiol | MZ     |
| Sammy Miller  | Ducati |
| Romolo Ferri  | Ducati |

### Top tien eindstand 125cc-klasse
| Pos | Coureur           | Merk      | Ptn     |
| --- | ----------------- | --------- | ------- |
| 1   | Carlo Ubbiali     | MV Agusta | 32 (38) |
| 2   | Alberto Gandossi  | Ducati    | 25 (28) |
| 3   | Luigi Taveri      | Ducati    | 20 (21) |
| 4   | Tarquinio Provini | MV Agusta | 17      |
| 5   | Dave Chadwick     | Ducati    | 14 (16) |
| 6   | Romolo Ferri      | Ducati    | 12      |
| 7   | Ernst Degner      | MZ        | 9       |
| 8   | Bruno Spaggiari   | Ducati    | 8       |
| 9   | Horst Fügner      | MZ        | 7       |
| 10  | Francesco Villa   | Ducati    | 4       |

1922 · 1923 · 1924 · 1925 · 1926 · 1927 · 1928 · 1929 · 1930 · 1931 · 1932 · 1933 · 1934 · 1935 · 1936 · 1937 · 1938 · 1939 · 1947 · 1948 · 1949 · 1950 · 1951 · 1952 · 1953 · 1954 · 1955 · 1956 · 1957 · 1958 · 1959 · 1960 · 1961 · 1962 · 1963 · 1964 · 1965 · 1966 · 1967 · 1968 · 1969 · 1970 · 1971 · 1972 · 1973 · 1974 · 1975 · 1976 · 1977 · 1978 · 1979 · 1980 · 1981 · 1982 · 1983 · 1984 · 1985 · 1986 · 1987 · 1988 · 1989 · 1990